# Laurențiu (prenume)
Laurențiu este un prenume masculin românesc derivat din latinescul Laurentius.

## Zi onomastică
- 10 august: Sfântul Laurențiu, arhidiacon, martir

## Personalități
- Laurențiu Profeta (1925-2006), compozitor
- Laurențiu Ulici (1943-2000), critic literar
- Laurențiu Mircea Popescu (1944-2015), medic
- Laurențiu Streza (n. 1947), mitropolit
- Laurențiu Dumănoiu (1951-2014), voleibalist, laureat olimpic
- Laurențiu Priceputu (n. 1954), deputat
- Laurențiu Damian (n. 1956), regizor
- Laurențiu Cazan (n. 1957), compozitor
- Laurențiu Constantin (n. 1963), jucător de rugby
- Laurențiu Dumitrașcu (n. 1965), deputat
- Laurențiu Mironescu (n. 1968), deputat
- Laurențiu Reghecampf (n. 1975), fotbalist
- Laurențiu Roșu (n. 1975), fotbalist